# Chiesa della Beata Vergine Immacolata (Cenate Sotto)
La chiesa della Beata Vergine Immacolata è un luogo di culto cattolico nella contrada Filisetto nei Brugaletti di Cenate Sotto, in provincia e diocesi di Bergamo. Fa parte del vicariato di Trescore Balneario.

## Storia
La piccola chiesa fu edificata nel corso del XVII secolo per volontà di Angelo Capponi fu Vincenzo che aveva la sua abitazione in prossimità. La famiglia Capponi era originaria di Leffe ed era giunta a Vertova nel Seicento. L'intensa attività di commercio e produzione panni-lana, aveva portato la famiglia ad avere un cospicuo capitale e a fondare la Compagnia mercantile a nome di Angelo Capponi e Bartolomeo Poli, compagnia che commerciava non solo nella bergamasca ma in tutto il territorio della Repubblica di Venezia. Per l'attività di produzione la compagnia aveva costruito molti edifici. Alla morte del Capponi risultò che vi erano molti creditori sul territorio di Cenate Sotto, nonché molti terreni di proprietà nella contrada Brugaletti. In questo territorio, contrada Brugaletto, Angelo Capponi aveva sposato una certa Oliva ma non aveva avuto eredi,  scelse di edificare la sua casa di campagna e in prossimità nel 1680 un piccolo edificio religioso. Con atto del 5 gennaio 1682 rogato dal notaio Giovanni Battista Cassoni fu legalizzata la costruzione e la fondazione della Cappellania. 

La chiesa risulta ultimata nel 1684 quando fu benedetta dal parroco don Antonio Tiraboschi. La necessità di innalzare un piccolo oratorio nasceva dal fatto che la località si trovava lontana dalla parrocchiale di San Martino e, in particolare nella stagioni più fredde, difficile da raggiungere attraverso piccoli sentieri che venivano inondati dalle acque che svendevano dalle varie vallette. Il fondatore ebbe il diritto e privilegio di eleggere il cappellano che veniva stipendiato che il generoso lascito del Capponi. La nomina e la manutenzione della chiesa sarebbero rimasti diritto agli eredi. Nel caso questi non avessero adempiuto ai loro obblighi testamentari, dovevano essere gli abitanti Brugaletti a farne le veci. Ma questi nel 1688 non accettarono le volontà testamentarie e il lascito di 2700 fu gestito dai nipoti eredi. La questione si protrasse per molto tempo ancora.
L'edificio fu interessato a molti passaggi di proprietà, diventando anche luogo adatto ad accogliere eventuali contagiati dalla pandemia del colera nel 1893, e nei locali più prossimi si era aperta una scuola dell'infanzia per i bambini della piccola località, gestita dalle suore dell'Istituto del Bambino Gesù che erano presenti dal 1906 a Cenate.
La chiesa seguì le sorti delle varie proprietà che vennero alienate con numerosi passaggi cambiando di proprietà. Nel 2000 fu la Amedeo Frizzoni a provvedere al restauro della meridiana posta in facciata ponendo la scritta: OMNIATEMPUS HABERNT ET SUIS SPATHS TRANSEUNT UNIVERSA SUB COELO - a.D. 2000.

## Descrizione

### Esterno
La facciata principale a capanna, presenta centrale il portale in pietra arenaria, anticipato da tre gradini che dividono l'edificio sulla viabilità urbana, che ha la decorazione con la scritta IHS terminante con un decoro barocco centrale, e due aperture laterali protette da inferriata. Altre due aperture si presentano nella parte superiore con contorno in muratura atte a illuminare l'aula. Particolarmente sporgente sono i due spioventi del tetto di 2,20 m. a protezione della facciata e dei fedeli. Completa l'esterno un piccolo campanile a vela.

### Interno
L'interno è a navata unica che si unisce col la zona presbiteriale da due gradini in pietra. L'arco trionfale è in pietra arenaria ed è sostenuto da due lesene complete di basamento e capitello e due angeli che poggiano sulla chiave che chiude la volta e riprende il portale sempre in arenaria dell'ingresso alla sagrestia. Il presbiterio chiuso da una balaustra, ha volta composta da tre fornici, l'altare posto sulla parete di fondo e L'aula divisa in due campate da lesene con capitelli che reggono il cornicione non praticabile.